# ギブソン・ガール

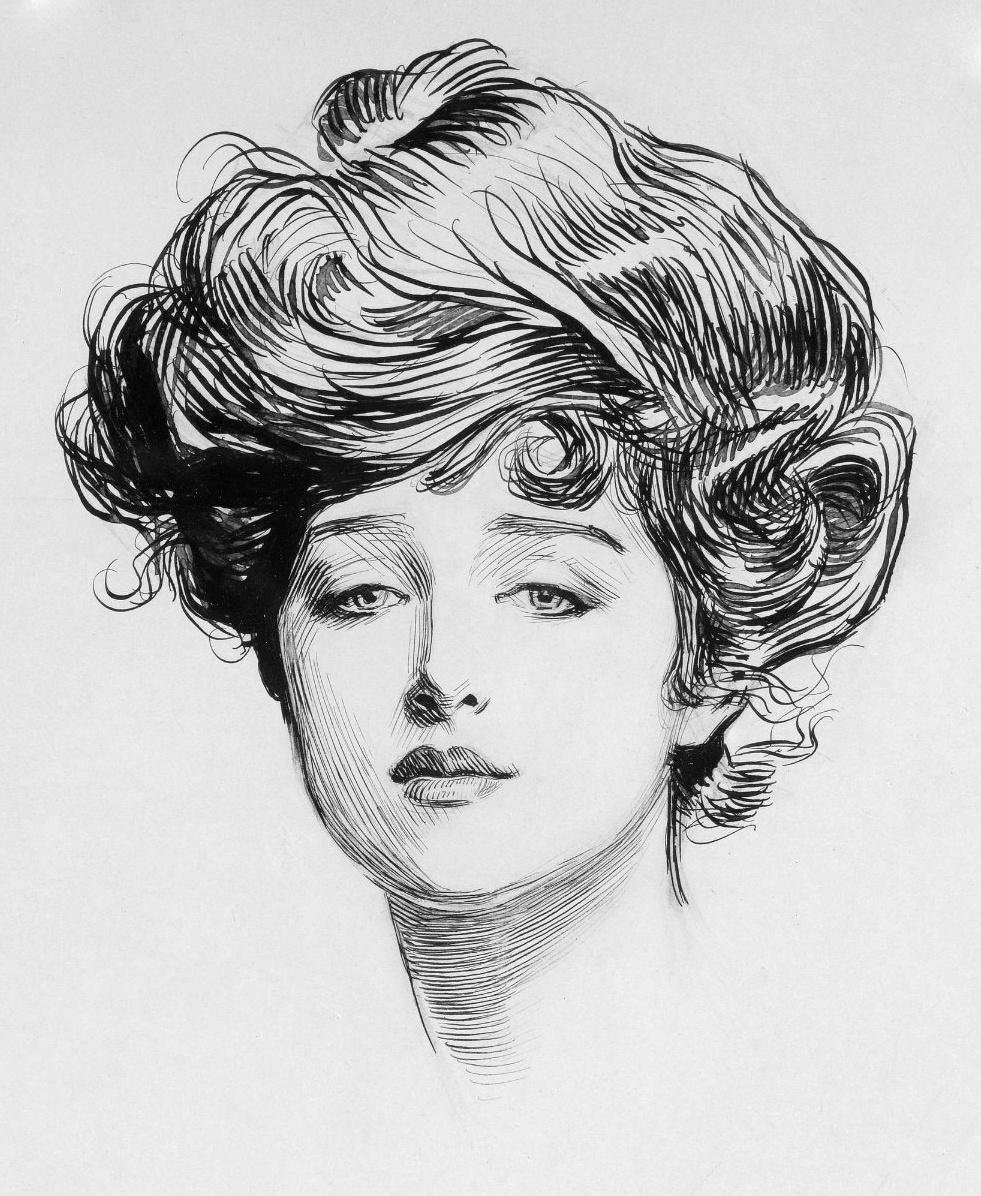
アイリーンの肖像

ギブソン・ガール（英語：Gibson girl）は、イラストレータであるチャールズ・ダナ・ギブソン (en:Charles Dana Gibson)がペンとインクを使って制作した絵入り物語に描かれているアメリカ合衆国の理想の女性の具現像である。ハイネックのたっぷりした袖のシャツブラウスにロングスカートを着た、肩幅が広くウェストの細いシルエットが特徴である。ギブソンはこのような絵を、19世紀末から20世紀初頭にかけ、15年余に渡って描き続けた。

## 概説
ギブソン・ガールは長身でほっそりとしているが、スワンビル・コルセットを着用した結果としてできる、側面から見るとS字形のカーブ・ラインとなっている豊かな胸、腰、ヒップを持っていた。彼女は端正な顔立ちで、切ないほどに美しかった。その形姿は、19世紀末期と20世紀初頭に西欧が没頭した、彫像のような優美さ、若々しい相貌、儚い美を具現していた。その首筋は細く、髪は頭の上に高く巻き上がって、当時のブッファン（en）や、ポンパドゥール（en）、あるいはシニヨンの髪型ファッション、すなわち「流れる巻き毛の滝」ともなっていた。

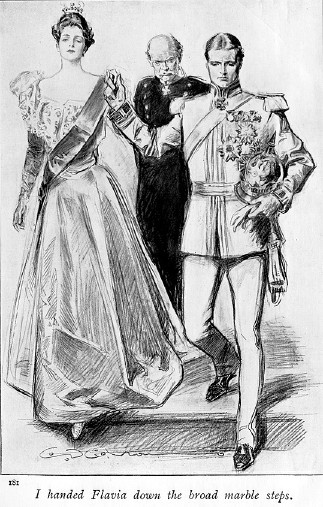
『ゼンダ城の虜』の挿絵
チャールズ・ギブソン画

数多のモデルが、ギブソン・ガール・スタイルの挿絵のためにポーズを取った。そのなかにはギブソンの妻であるアイリーン・ロングホーンや作家のアナイス・ニンも含まれていた。アイリーンがオリジナルのモデルと考えられる。もっとも著名なギブソン・ガールはおそらく、デンマーク系アメリカ人の舞台女優であったカミーユ・クリフォード（Camille Clifford、en）だった。カミーユの塔のような髪型、優雅なガウンに包まれ、コルセットが形成するくびれた腰を持つ砂時計の姿形がこのスタイルの代表だった。
ギブソン・ガールを描いたイラストレータは、アメリカの「美女」を称える作品がギブソン自身の絵に類似するハワード・チャンドラー・クリスティと、『ワンダー・ウーマン』（Wonder Woman、en）のコミックを元にした作品で著名なハリー・G・ピーターがいる。
ギブソン・ガールは、美しさ、中庸を得た自立、個人的な充足、アメリカの国家的威信の具象像だった。彼女は大学に通い、素晴らしい級友を持つ娘として描かれたが、婦人参政権運動のデモ行進の一員として描かれることはなかった。第一次世界大戦の勃発と共に、ファッションの変遷によってギブソン・ガールはその人気を喪った。第一次世界大戦期間の女性たちは、ギブソン・ガールが好んだ優美なドレスや、バッスル・ガウン、シャツドレス、そして段を付けた短いスカートよりも、落ち着いて、男性風な衣服を好んだ。このような戦時の謹厳な衣服は、ココ・シャネルが最初にデザインし普及させたものである。

## 救難無線

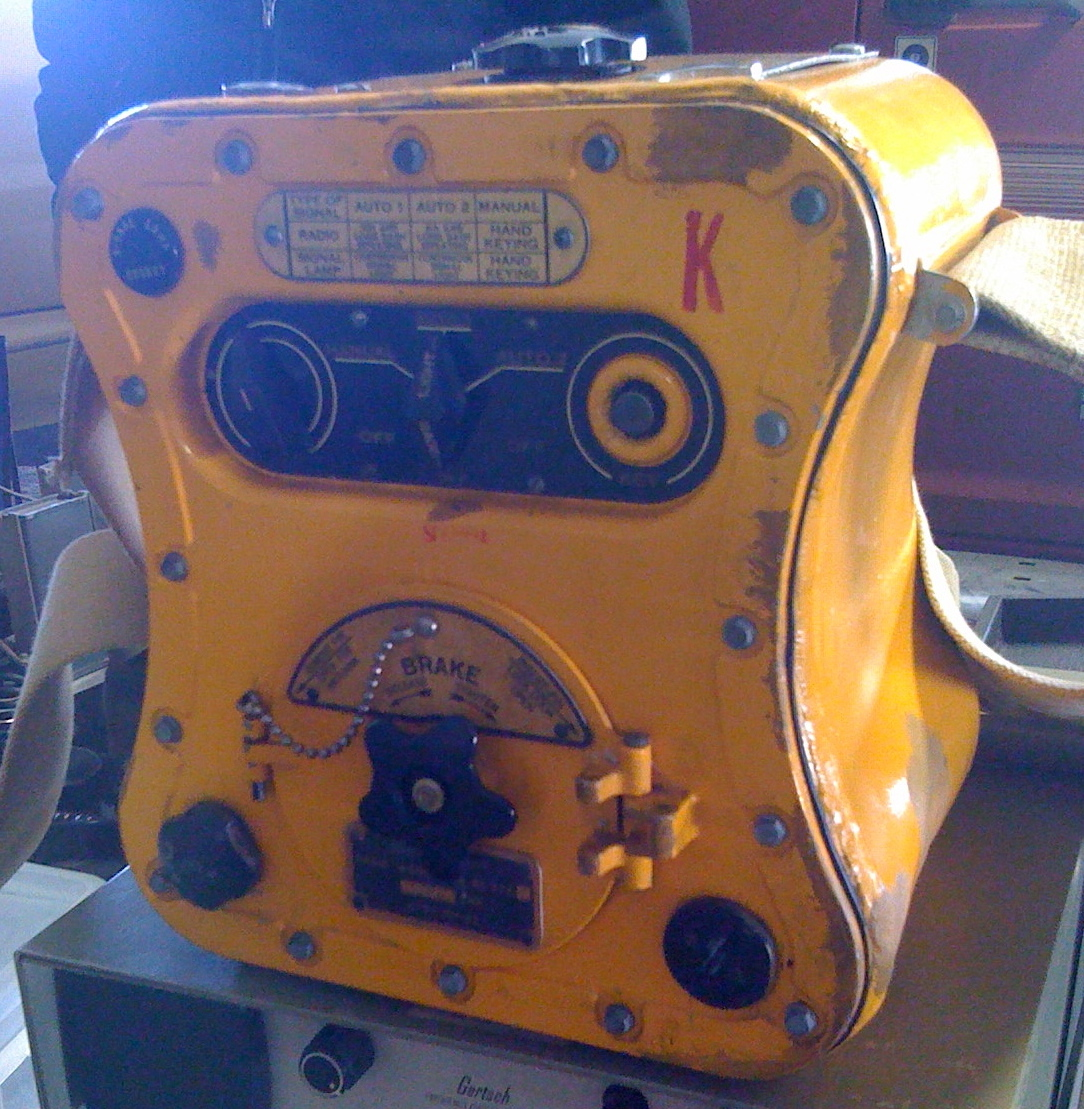
BC-778 "ギブソン・ガール"

第二次世界大戦時の飛行機が搭載していたオーストラリア空軍の救難無線機『BC-778』は、筐体中央部がくびれていたため、「ギブソン・ガール」と呼ばれた。かつては海上自衛隊でも哨戒機の漂流キットの中に含まれており搭乗員からは「ギブソンズ・ガール」と呼ばれていた。

## 読書案内
- Martha H. Patterson, Beyond the Gibson girl: Reimagining the American New Woman, 1895-1915 （イリノイ大学出版）　2005年